# Bolitoglossa pesrubra
Bolitoglossa pesrubra é uma espécie de anfíbio caudado pertencente à família Plethodontidae, sub-família Plethodontinae.